# کلارک ویسلر
کلارک ویسلر (انگلیسی: Clark Wissler؛ ۱۸ سپتامبر ۱۸۷۰–۲۵ اوت ۱۹۴۷) دانشمندی در زمینه انسان‌شناسی اهل ایالات متحده آمریکا بود.